# Душан Митић
Душан Митић (1900—1980), звани Велики Џон, био је истакнути лесковачки фудбалер и фудбалски судија током 20. века који је заслужан за отварање спортских клубова у Лесковцу. 

## Биографија

### Детињство и младост
Рођен је у селу Ђуковцу код Врања. По завршеној основној школи, 1911. године, дошао је у Лесковац. Ту је наставио школовање у Лесковачкој гимназији. Године 1915. се повукао са српском војском. Прешао је Албанију и стигао на острво Крф. Са осталом децом послат је на француско острво Фриул, а затим на острво Корзика, у граду Ајачио. У овом граду први пут је видео фудбалску лопту и фудбалску игру. После извесног времена отишао је на Оксфорд, у Енглеској. Пошто је знао енглески језик, од српске владе је упућен у школу у Глазгову (Шкотска). Убрзо по доласку у овом граду Митић је постао члан рагби клуба „Хилкод". За кратко време постао је члан прве екипе клуба, а за успешне наступе у 1918/19, награђен је од клуба шампионском капом.
У лето 1919. године Митић се вратио у ослобођену Србију, у Лесковац. Исте године, септембра месеца, отишао је на даље школовање у Ниш. Ту је завршио шести разред, а јануара 1920. уписао се у седми разред у Лесковцу. За време школовања у Нишу, посматрао је тренинге и утакмице тада већ формираног нишког спортског клуба „Синђелића". Није могао да одоли љубави према фудбалу, па је ступио у контакт са ђацима Лесковачке гимназије, бившим енглеским и фанцуским ђацима и предложио да и они формирају фудбалски клуб. Замисао се остварила октобра 1919. године оснивањем спортског клуба „Обилић". Управу клуба чинили су ђаци, а за предесника клуба изабран је Душан Митић „Велики Џон".

### Формирање спортског клуба
По завршеној Гимназији 1921. године Митић је био иницијатор расформирања спортског клуба „Обилић" и формирањем новог грађанског клуба. Тако је те 1921. године у Лесковцу основан спортски клуб „Грађански". За председника клуба изабран је Момчило Стојиљковић, син познатог лесковачког индустријалца и власника електричног млина Живка Стојиљковића. Душан Митић је постао активан играч и капитен тима.
У јесен 1924. године отишао је на одслужење војног рока. По доласку са одслужења војног рока 1925. године запослио се у Скопљу и пријавио се у спортски клуб „Грађански" за који је одиграо три утакмице да би после тога постао члан управе истог клуба.
Због неспоразума са нишким клубовима и функционерима Моравске жупе, из Лесковца у Ниш 1927. године, клубови ондашње Моравске жупе из Лесковца пришли су Скопском лоптачком подсавезу. Управа спортског клуба „Момчило", (раније спортски клуб „Грађански"), одредила је Митића за сталног представника у овом подсавезу коју дужност обавља у току 1927. и 1928. године.
Фудбалски судија постао је 1927. године. Године 1934. Митић је прешао са службом на Цетиње и постао члан управе клуба „Црногорац". После ослобођења, крајем 1945. године прешао је на рад у Нишу и ту, почетком 1946. године са Михајлом Ивановићем, бившим играчем нишке „Југославије" радио на оснивању спортског клуба „Слога".

### Поодмакли живот
Пензионисан је 1960. године у Лесковцу. Љубав према фудбалу, који гаји око 60. година, задржао је до краја живота. Иако у поодмаклим годинама, он је фудбалским утакмицама у Лесковцу, без обзира на ранг такмичења. За дугогодишњи рад на ширењу фудбалског доба, често је награђиван и похваљиван. Последње признање добио је од Лесковачког фудбалског подсавеза, чији је уједно и почасни члан.
Умро је 1980. године у својој осамдесетој години и сахрањен је у Лесковцу, на „Шпитаљском" гробљу.